# Scapa Flow
Le Scapa Flow, en vieux norrois Skalpaflói, est une baie du Royaume-Uni située entre plusieurs îles de l'archipel des Orcades, au nord de l'Écosse. Abritée du vent, elle peut être utilisée comme port naturel : elle a notamment servi de base à la Royal Navy lors des deux guerres mondiales.

## Géographie
Le Scapa Flow est situé dans le nord du Royaume-Uni, dans le nord-est de l'Écosse, au sein des Orcades. Il s'agit d'une baie délimitée par des îles qui sont au nord Mainland, à l'est Burray, Lamb Holm, Glimps Holm et South Ronaldsay, au sud Roan Head, Flotta et Fara et à l'ouest Hoy. La baie communique avec la mer de Norvège à l'est via le détroit de Holm et le Water Sound, avec le Pentland Firth au sud via le détroit de Hoxa, le détroit de Weddel et le détroit de Gutter et avec l'océan Atlantique à proprement parler à l'ouest via le Bring Deeps. Quelques petites îles sont baignées par les eaux du Scapa Flow comme Cava, Rysa Little, Calf of Flotta et Hunda ainsi que les rochers de Barrel of Butter.
Dans le but d'améliorer la protection qu'offre ce port naturel, les Churchill Barriers, une série de chaussées reliant les îles de Mainland, Lamb Holm, Glimps Holm, Burray et South Ronaldsay ont été construites afin de fermer à la navigation les détroits ouverts à l'est. Les Churchill Barriers ont été mises en place après le torpillage du cuirassé HMS Royal Oak par le sous marin allemand U-47 commandé par Günther Prien en 1939. Précédemment de vieux navires avaient été coulés pour obstruer les passes mais Prien avait réussi d'extrême justesse à se faufiler jusque dans la rade principale.

## Histoire

### Début du vingtième siècle
La splendide baie naturelle de Scapa Flow avait déjà servi de point de rassemblement pour la Royal Navy durant les guerres napoléoniennes. En 1905, elle devient un centre d'exercice, puis une base temporaire en 1910. En 1913, elle devient la base principale de la Grand Fleet. L'idée est de se positionner face à l'agressive flotte allemande. Celle-ci ne peut passer par la Manche, sauf à consentir des pertes inacceptables. La Navy peut couper la voie de sa rivale si celle-ci progresse dans la mer du Nord, ou protéger les côtes nationales en cas de harcèlement naval.

### Première Guerre mondiale

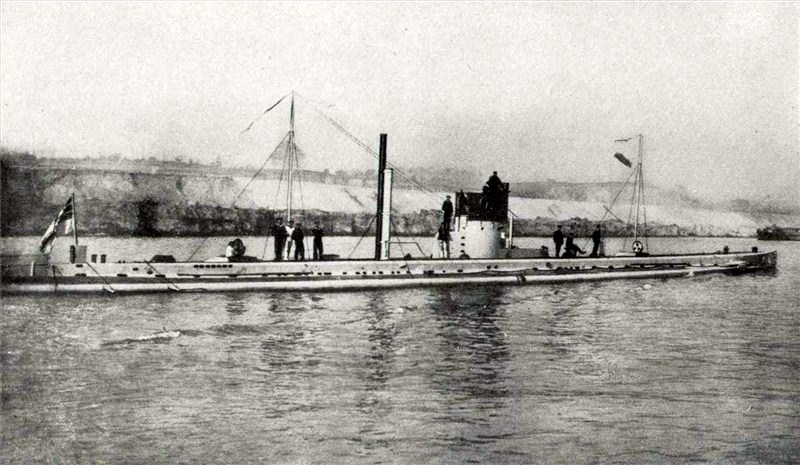
Le U-9 allemand qui le 22 septembre 1914 a coulé 3 croiseurs britanniques. Il tenta d'entrer dans la base navale britannique de Scapa Flow, mais fut contraint d'abandonner.

La Grand Fleet se concentre dès le début des hostilités dans cette baie. Elle a l'espoir d'engager une bataille décisive contre la marine impériale du Kaiser Guillaume II. Pourtant, comme pour le conflit suivant, elle va grossièrement minimiser la menace sous-marine. Les conditions naturelles de la baie seront sa meilleure défense : les hauts fonds, les marées irrégulières, la force des courants ; pour finir l'amirauté juge les frêles sous-marins peu fiables.
Pourtant la Navy va vite subir sa première déconvenue concernant cette vision des choses. Le 22 septembre 1914 en mer du Nord, le sous-marin U-9 coule trois navires de guerre britanniques avec six torpilles ; le tout en moins d'une heure. La hantise du sous-marin est alors généralisée sur les navires de sa majesté.
L'amiral John Jellicoe prend des mesures dans l'urgence afin de sécuriser sa base principale. Des batteries supplémentaires sont installées. Des filets de pêche barrent les entrées de la baie.
Le fameux U-9 tente d'entrer dans la baie en octobre. Il est contraint d'abandonner.
Mais le U-18 y parvient le 23 novembre 1914 en empruntant la passe Hoxa sound. Repéré, il est éperonné et acculé à la reddition.
L'alerte a été chaude et l'amirauté prend de sévères mesures pour parer de nouvelles attaques. Le nombre de patrouilleurs est augmenté. Des passes secondaires sont obturées par l'installation de blockships. Il s'agit de vieux navires coulés dans les passes et maintenus en position par des filins, afin d'en condamner le passage. On met en place des chaines et des filets anti-sous-marins en acier . Surveillance hydrophonique et champs de mines à déclenchement manuel ne laissent aucune chance au submersible UB-116 qui tentait une dernière incursion dans la rade le 28 octobre 1918.

### Entre deux-guerres

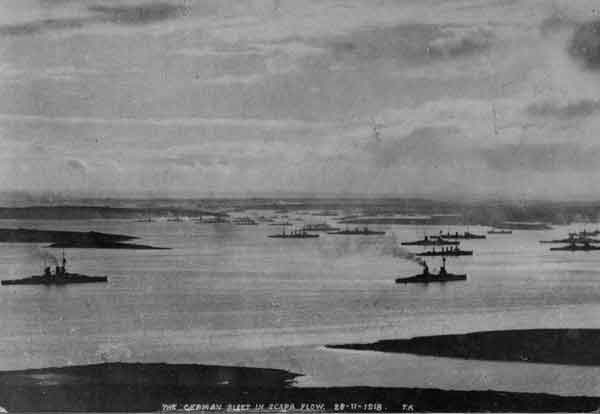
La flotte à Scapa Flow en novembre 1918

Après l’armistice du 11 novembre 1918 qui met fin à la Première Guerre mondiale, soixante-quatorze bateaux de la marine impériale allemande reçurent l’ordre de partir pour la baie de Scapa Flow, afin d'y être internés. Ils y restèrent pendant dix mois. Pendant cette période, ils servaient d’attraction pour les touristes et des tours en bateaux étaient organisés pour les visiter, mais en juin 1919, le vice-amiral Ludwig von Reuter, officier commandant la flotte présente à Scapa Flow, se rendit compte que l’Allemagne allait devoir signer le traité de Versailles et que cela permettrait à coup sûr aux Britanniques et aux Alliés de faire main basse sur la flotte allemande. Il profita du moment où la plupart des bâtiments britanniques étaient partis en exercice pour donner l’ordre à sa flotte de se saborder.
La plupart de ces navires ne restèrent pas à l’endroit où ils avaient sombré. Ceux qui avaient été échoués à la plage furent déplacés très vite, d'autres furent renfloués ou mis à la ferraille.
La firme Cox & Danks commença des opérations de sauvetage, en 1924 en remontant nombre de ces navires à la surface. La technique de renflouement des navires mise au point par Ernest Franck Cox relève d’une prouesse sans précédent. Tout d’abord, les scaphandriers doivent obturer toutes les brèches de la coque. Puis ils fixent à l’extérieur du bateau des embases de métal qui maintiennent de hautes tours cylindriques ou « air locks ». Ceux-ci sont ensuite percés pour permettre aux hommes d’accéder à l’intérieur de la coque. Dans chacun de ces « air locks », sont placés deux sortes de tuyaux, l’un pour évacuer l’eau, l’autre pour amener l’air. D’énormes pompes électriques installées sur des barges-atelier aspirent l’eau emprisonnée dans l’acier qui est remplacée par l’air comprimé. La coque remonte ainsi à la surface par l'effet de la poussée d'Archimède. Il fallut cependant plusieurs tentatives pour remonter ces monstres d’acier de 20 000 à 30 000 tonnes, comme le SMS Seydlitz. De 1924 à 1939, 38 navires sont donc renfloués, soit 327 000 tonnes de métaux. Ironie du sort, ces métaux seront revendus en grande partie à l’industrie de guerre allemande.
Ce sauvetage continua jusqu’au déclenchement de la Seconde Guerre mondiale puis reprit jusque dans les années 1970. Seuls subsistent sept navires allemands au fond de la baie (trois cuirassés et quatre croiseurs légers).
Scapa Flow est de ce fait l'un des cimetières marins les plus importants du monde et attire de nombreux plongeurs amateurs d'épaves et d'histoire. Cette destination est dorénavant proposée par des voyagistes spécialisés en plongée.
C'est aussi une source d'acier très peu radioactif. Tout l'acier fabriqué après 1945 est contaminé par les noyaux radioactifs présents dans l'atmosphère. Comme les hauts-fourneaux utilisent beaucoup d'air, ces noyaux se retrouvent dans l'acier. Quand les scientifiques ont besoin d'un acier très peu radioactif, ils peuvent utiliser celui provenant de ces épaves.

### Opération Scapa Flow (1939)

Trajet du U-47

Du 14 au 16 septembre 1939, Winston Churchill, alors premier Lord de l'Amirauté, inspecta les installations de Scapa Flow. La possibilité d'une attaque sous-marine avait déjà été envisagée pendant la Première Guerre mondiale et une fausse alerte avait même obligé la flotte à quitter Scapa Flow et à prendre le large le 17 octobre 1914.
L'amiral Dönitz, amiral de la Unterseebootwaffe, désirait depuis longtemps pénétrer l'ancrage principal de la flotte britannique, à Scapa Flow. Le 26 septembre 1939, la Luftwaffe réussit à obtenir d'excellentes photographies aériennes de la base (prises par le lieutenant de la Luftwaffe Alfred Newe), Dönitz fit appel à Günther Prien, commandant du U-47, et lui donna l'ordre de passer au travers de la muraille de bateaux coulés qui bouchaient l'étroit chenal afin d'attaquer les navires ancrés sur place. Prien accepta la mission.
Au soir du 13 octobre, Prien se dirigea vers l'ancrage. Les courants dans les chenaux menant à Scapa Flow étaient violents, et l'opération de pénétration fut prévue pendant l'étale de la marée. Quand le U-47 dépassa avec précautions les navires coulés à l'entrée du port, l'équipage entrevit les activités qui se déroulaient le long de la côte, à une douzaine de mètres. Pendant un moment, le sous-marin fut illuminé par les phares d'une voiture de passage, qui tourna pour s'éloigner rapidement. Mais Prien poursuivit l'opération, et le 14 octobre, juste après minuit, le U-47 était à l'intérieur de la base de la Royal Navy.
Après quelques recherches, Prien repéra deux gros navires au nord de sa position, contre lesquels il fit tirer trois torpilles. Après trois ou quatre minutes, on entendit une faible explosion, mais elle n'attira pas l'attention des cibles ou de la base. Prien fit vite recharger les tubes du U-47 pour lancer une torpille à l'arrière et trois à l'avant. Trois minutes plus tard, plusieurs explosions déchiraient la coque du cuirassé HMS Royal Oak. Le navira coula en 13 minutes et 833 des 1 234 matelots et officiers qui se trouvaient à son bord moururent noyés. En dépit des forts courants, Prien et son équipage parvinrent à quitter la base pour rentrer en Allemagne. Ce fut l'exploit le plus spectaculaire d'un sous-marin pendant la Seconde Guerre mondiale. Il fut intensément exploité par la propagande nazie.

## Aujourd'hui

### Utilisation par l'industrie pétrolière

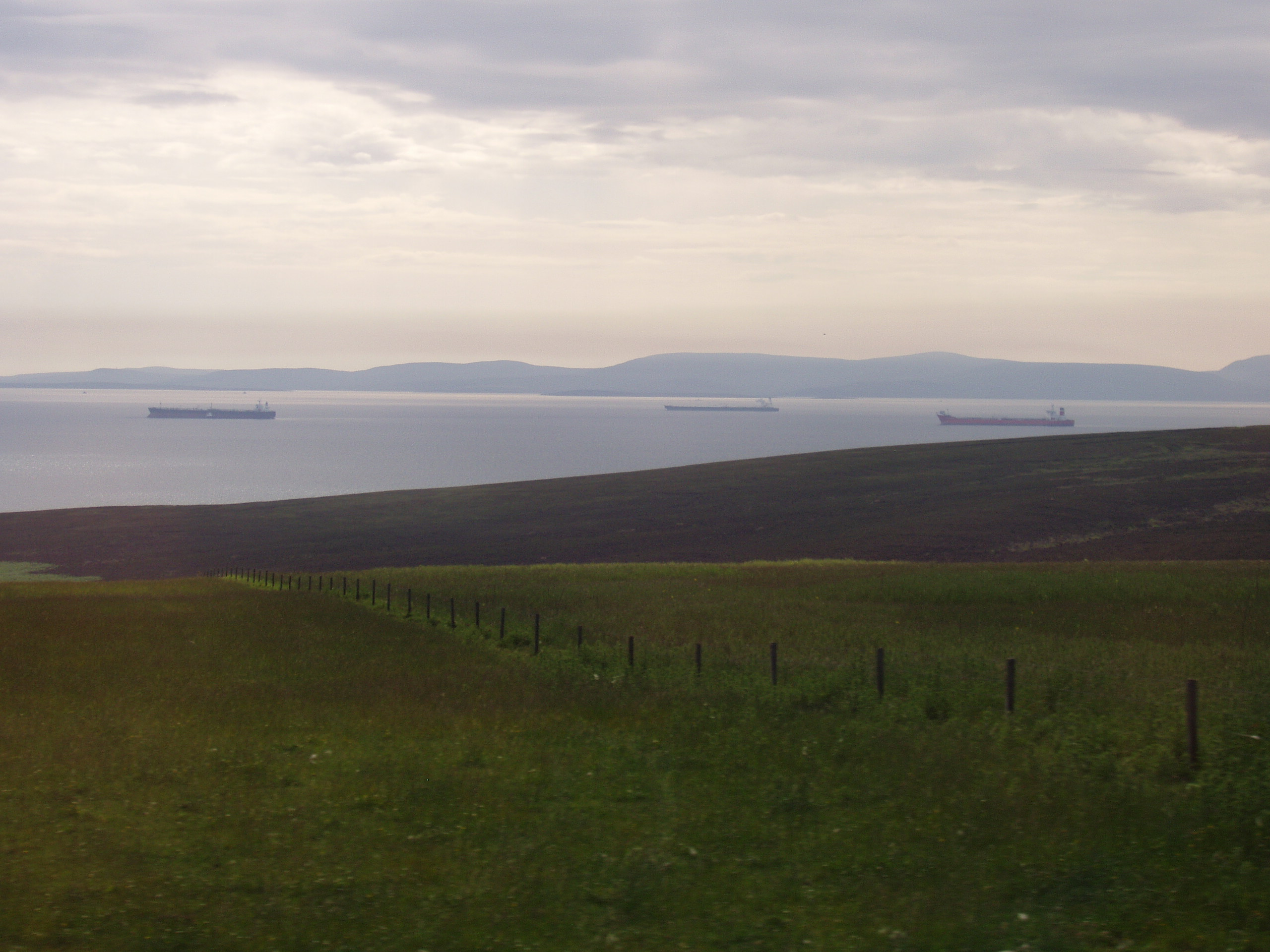
Pétroliers au mouillage à Scapa Flow

La base navale n'est plus utilisée par la Royal Navy à partir de 1956.
Des pétroliers attendent au mouillage à Scapa Flow. Les eaux calmes à l'abri des courants de la Mer du Nord offrent un port sûr au terminal pétrolier de Flotta. Scapa Flow est l'un des points de transfert et de traitement du pétrole de la mer du Nord. Un pipeline sous-marin de 128 km de longueur (30 pouces de diamètre) transporte le pétrole du gisement pétrolifère de Piper au terminal pétrolier de Flotta. Les champs pétrolifères de Claymore (en) et de Tartan alimentent également ce terminal.

### Centre d'accueil des visiteurs de Scapa Flow

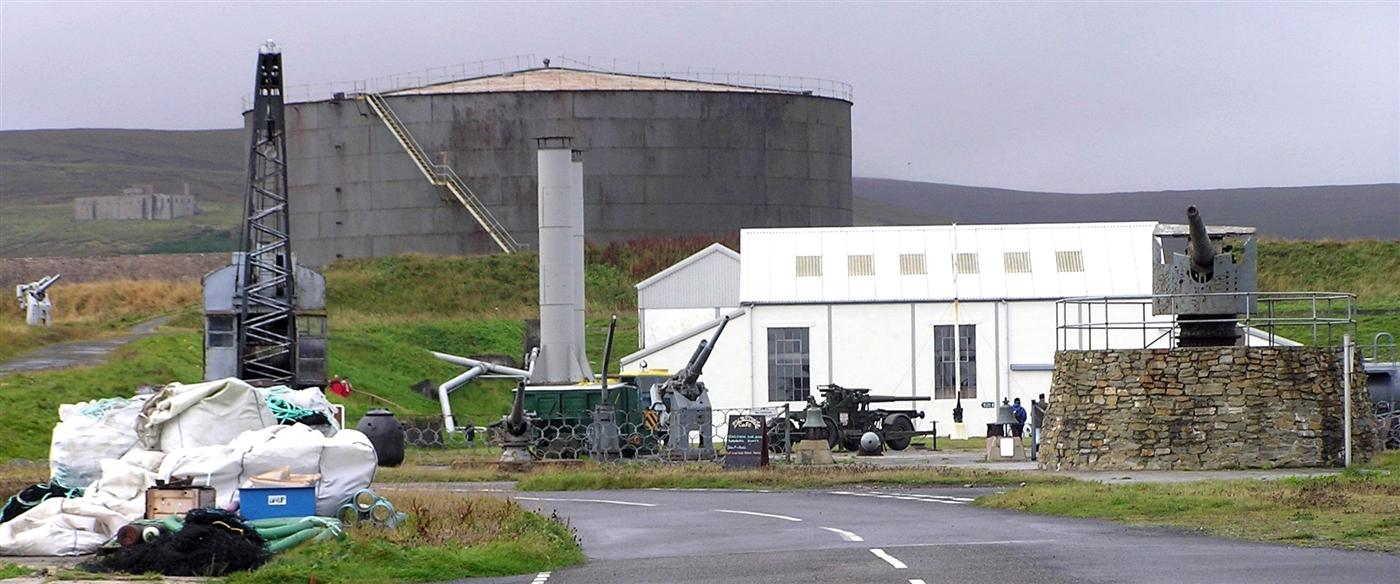
Centre d'accueil des visiteurs à Scapa Flow

Le centre d'accueil des visiteurs de Scapa Flow est situé à Lyness on Hoy (origine : Háey, qui signifie île haute), la deuxième plus grande île des Orcades. Du matin au soir, des ferries appareillent du terminal de Houton Orkney Ferry sur le continent. Il est installé à la place d'une ancienne station de pompage de carburant et un réservoir de stockage de la marine qui ont été reconvertis. À côté, se trouve un emplacement de batterie en pierre, deux canons de 150 mm en provenance des croiseurs légers SMS Karlsruhe et SMS Bremse.

### Grand site de plongée sous-marine

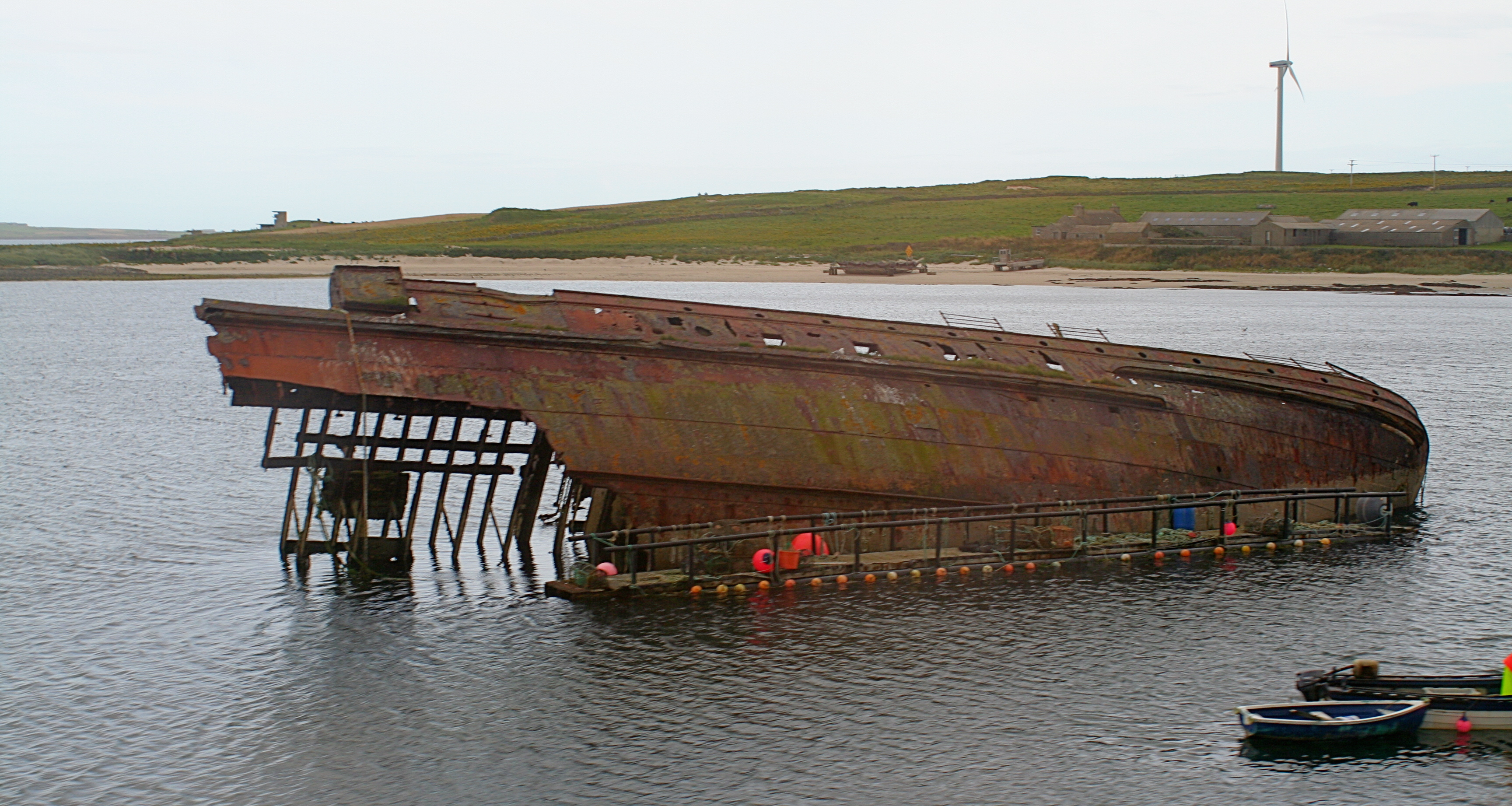
Blockship à Scapa Flow

Subsistent à ce jour les épaves des sept navires non renfloués de la Marine impériale allemande (ainsi que des blockships). Les épaves sont très populaires en tant que lieux de plongée pour les plongeurs amateurs et des photographes sous-marin. La baie de Scapa Flow est régulièrement répertoriée dans les magazines de plongée et les forums Internet parmi les meilleurs sites de plongée du monde. Bien que d'autres sites, par exemple les régions du Pacifique, offrent des eaux plus chaudes et une meilleure visibilité, il existe très peu d'autres sites pouvant offrir une telle abondance d'épaves historiques de grande taille, situées à proximité et dans des conditions de plongée relativement sans danger et en eau peu profonde.
En 2010, au moins douze bateaux étaient utilisés comme centres de plongée permanents. Ce sont, pour la plupart, des chalutiers reconvertis avec des chambres à lits superposés, qui permettent aux plongeurs de se rendre rapidement sur les sites principaux, depuis le port de Stromness. La plongée sportive procure une activité commerciale substantielle ainsi que des revenus importants à l’économie locale.
Les plongeurs doivent d'abord obtenir un permis de plongée délivré par les autorités portuaires de l'île, celui-ci est disponible dans les magasins et les centres de plongée. Les épaves sont principalement situées à des profondeurs de 35 à 50 mètres. Depuis 2001, les sept épaves restantes ont été inscrites à la loi de 1979 sur les monuments anciens et les zones archéologiques (sous les numéros SM9298 et SM9308). Les plongeurs sont autorisés à pénétrer dans les épaves, mais pas à récupérer des objets se trouvant à moins de 100 mètres de toute épave. Cependant, le temps et les marées ont dispersé des tessons de poteries et de bouteilles de verre des navires dans des eaux peu profondes ainsi que sur les plages. 
La visibilité sous l'eau, qui peut varier entre 2 et 20 mètres, n'est pas suffisante pour visualiser en une fois toute la longueur de la plupart des épaves. Cependant, la technologie actuelle permet de reconstituer des images 3D, en faisant abstraction du milieu marin.

### Les épaves importantes

#### Cuirassés allemands
Les trois cuirassés jumeaux de la Classe König : SMS König, SMS Kronprinz et SMS Markgraf constituaient les éléments principaux du 3e escadron de cuirassés, qui participa à de violents combats à la Bataille du Jutland, au large des côtes du Jutland (Danemark). Leurs coques retournées se trouvent à une profondeur d’environ 25 m. Jamais renfloués, les métaux des épaves ont été récupérés progressivement : plaques de blindage enlevées ainsi que les métaux non ferreux. Les épaves forment des sites de plongée très cotés, principalement en raison de leur faible profondeur.

#### Croiseurs légers allemands
Les quatre croiseurs légers SMS Dresden, SMS Karlsruhe, SMS Brummer et SMS Cöln, reposent à environ 16 à 20 mètres de profondeur. Ils sont plus accessibles pour les plongeurs moins entraînés.

#### Autres navires
Le destroyer SMS V83 a été renfloué en 1923 et utilisé par Cox comme bateau de travail lors de ses opérations de sauvetage, en particulier sur le croiseur de bataille SMS Hindenburg, puis abandonné par la suite. Subsistent les Churchill Barriers, le Tabarka, le Gobernador Bories et le Doyle à Burra Sound; le sous-marin UB-116 ainsi que le chalutier James Barrie.
En outre, certains objets volumineux provenant de nombreuses coques de navire renflouées, telles que les tourelles principales, qui se sont détachées lors du chavirement des navires, n'ont jamais été récupérés et reposent toujours sur les fonds marins à proximité des cratères d'impact créés par les navires sabordés.

#### Les épaves, cimetières militaires

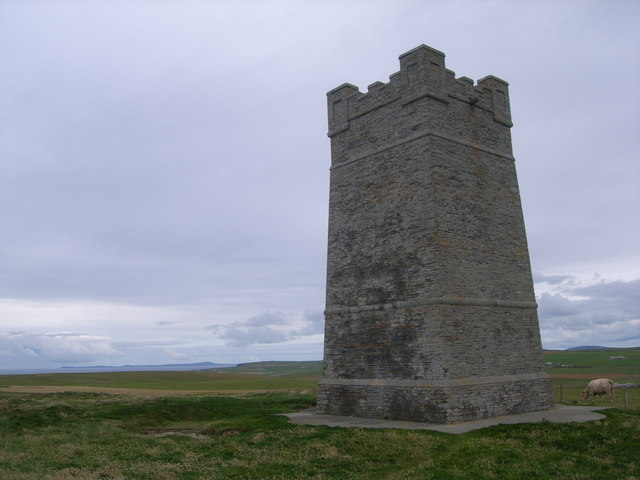
Tour commémorative dédiée au HMS Hampshire et à Lord Kitchener

Les épaves des cuirassés HMS Royal Oak et HMS Vanguard (qui a explosé à l'ancre pendant la Première Guerre mondiale) sont des sépultures de guerre désignées comme sites contrôlés en vertu de la loi de 1986 sur la protection des vestiges militaires. Seuls les plongeurs des forces armées britanniques peuvent visiter ces épaves.
Le naufrage du croiseur cuirassé HMS Hampshire, à la suite de l'explosion d'une mine alors qu’il transportait 14 passagers, dont Lord Kitchener, à destination d’Arkhangelsk (Russie) le 5 juin 1916 est commémoré dans un musée au bord de l’eau. Le grand croiseur cuirassé a coulé en quinze minutes, par 70 m de fond, après la Bataille du Jutland, faisant 737 morts et laissant seulement 12 survivants. L'épave se trouve à 2,5 km des falaises abruptes de Marwick Head, sur laquelle a été érigée une tour carrée commémorative.

#### Vente des épaves allemandes
En juillet 2019, les trois cuirassés SMS Markgraf, SMS König et SMS Kronprinz Wilhelm ont été vendus sur eBay à une entreprise du Moyen-Orient par Tommy Clark, ancien entrepreneur, spécialisé en plongées sous-marines, au prix de 25 500 £ chacun. Le croiseur SMS Karlsruhe a été vendu 8 500 £ à un acheteur privé en Angleterre,.

### Réserve delow-background steel
Les épaves allemandes de Scapa Flow constituent aujourd’hui une réserve majeure de low-background steel, c'est-à-dire de l'acier produit avant les années 1940 et qui n'a pas été contaminé par des radioisotopes issus des essais ou des explosions de bombes nucléaires lors de sa production, comme c'est le cas de tous les aciers produits depuis cette période. Cet acier est un constituant important d'appareils ayant besoin d'être très sensibles vis-a-vis des radiations, par exemple les compteurs Geiger ou les anthropogammamètres.